# Ogadeni válság
Az Ogaden konfliktus (vagy Etiópiai piszkos háború) Etiópia hadereje és az Ogaden National Liberation Front (ONLF) között zajló konfliktus. A konfliktus 74 ember halálával kezdődött 2007 áprilisában.
A legnagyobb háborús központok Etiópia, illetve az Ogaden, Szomália régió Degehabur, Kebri Dahar, Wardheer és Shilavo városainál alakultak ki. Körülbelül 1000 ember halt meg a zavargások során, pár ezer ember pedig elmenekült otthonából.

## A konfliktus háttere
Etiópia keleti részén fekszik Szomália, az 5. régióként is ismert terület keleti felét Ogaden-nak hívják. Etiópia jelenlegi elnöke Meles Zenawi vezeti a TPLF-t (Tigrayan People's Liberation Front). 1992-ben az etiópiai polgárháború után az ONLF ellenőrzést nyert Etiópia  újonnan alakult Szomália régió felett.
2007. április 24-én az ONLF tagjai kínai olajmezőkön lévő embereket támadtak meg Abole településnél Szomáliában. Körülbelül 65 etiópiai és 9 kínai halt meg. 2007. október 21-én Wardheer városa mellett 250 katona halt meg. 2007. november 16-án 100 ONLF harcos halt meg.
2008. február 26-án egyes hírforrások szerint 43 ember vesztette életét Ogaden északi részén a zavargásokban.